# Polány István
Polány István (Sopronkövesd, 1886. november 12. – 1943. január 12.) pedagógus, publicista, helytörténész.

## Élete
Szülei nemes Polány Lajos kántortanító és Leitner Anna (1855-1936) voltak. Testvérei voltak Polány Lajos és Art Józsefné Polány Ludovika.
A szenteleki elemi iskolába járt, majd a kőszegi gimnázium növendéke. 1911-ben szerzett tanítói oklevelet Csáktornyán, majd 1919-ben jogi abszolutóriumot tett a Budapesti Tudományegyetemen. A pestszenterzsébeti elemi iskolában tanított, ahol 1936 körül is élt. A gyulai temetőben nyugszik.
A Dunántúli Szemle, a Magyar Nyugat, a Szombathelyi újság, az Alkotmány, a Nemzeti Újság, a Magyarság és a Hír c. lap munkatársa volt. A gyepű és a besenyők kutatásával is foglalkozott.

## Elismerései
- 1943 Nemzetvédelmi kereszt (in memoriam)

## Művei
- 1935-1943 Nyugatmagyarország néprajzi története. Szombathely, Magyar Nemzeti Szövetség (Vasi Szemle/Dunántúli Szemle; ismerteti Kniezsa István - Századok 1939, 371-373)
- 1935 Hová lettek a nyugatmagyarországi avarok és a nyugati gyepű finn-ugor (török) népessége? Vasi Szemle 2/5-6
- 1936 A nyugatmagyarországi magyar elem (lövőőrök, székelyek és besenyők) kipusztulása. Vasi Szemle 3/1-2
- 1936 Nyugatmagyarország közoktatásügyének története, különös tekintettel a népoktatásra. Szombathely
- 1936 A földrajzi nevek bizonysága Nyugatmagyarország ősi magyar mivolta mellett. Vasi Szemle 3/3
- 1938 A nyugatmagyarországi horvát telepedések. Vasi Szemle 5/4
- 1939 Egy magyar falu története. Magyar Gazdák Szemléje 1939
- 1940 Hozzászólás (Farkas-erdő). Dunántúli Szemle 7/3-4
- Az ezeréves Magyarország története egy falu, Bejcgyertyános életében.